# Vereniging MARTIJN
Vereniging MARTIJN was een Nederlandse vereniging die streefde naar wettelijke en maatschappelijke acceptatie van seksuele relaties tussen volwassenen en kinderen. De vereniging werd bekritiseerd vanwege de overeenkomsten van dit standpunt met deze in Nederland strafbare vorm van pedofilie.
Op 27 juni 2012 heeft de rechtbank in Assen de vereniging op verzoek van het openbaar ministerie verboden verklaard en ontbonden. De rechtbank achtte seksueel contact tussen volwassenen en kinderen in strijd met de algemeen aanvaarde normen en waarden die in de Nederlandse maatschappij gelden. De vereniging werd meteen ontbonden niettegenstaande haar recht op hoger beroep binnen drie maanden. Op 2 april 2013 werd de beschikking tot ontbinding door het gerechtshof in Leeuwarden in hoger beroep vernietigd. Op 18 april 2014 vernietigde de Hoge Raad op zijn beurt de beschikking van het hof uit 2013 in cassatie en bekrachtigde de beschikking van de rechtbank in Assen, waardoor de vereniging verboden werd.

## Ontstaan en geschiedenis
De organisatie werd in 1982 te Hoogeveen opgericht. Het oorspronkelijke idee van Martijn was afkomstig van een man bekend als 'Theo', toen hij in de gevangenis zat wegens een zedendelict in 's-Hertogenbosch. Tijdens het uitzitten van zijn straf kwam hij op het idee om een vereniging of stichting te beginnen om pedofielen, die hetzelfde meemaakten of meegemaakt hadden als hij, middels een publicatie bij elkaar te brengen. Nog vanuit de gevangenis begon hij met het uitgeven van het blad Martijn (de voorloper van OK magazine, niet te verwarren met het gelijknamige Engelstalige glossyblad).
Het blad werd in elkaar gezet door drie vrienden in Hoogeveen. Nadat Theo afhaakte, werd er een nieuwe club gevormd door het initiatief van iemand die bekendstaat als 'Duif'. Uiteindelijk leidde dit in november 1982 tot officiële registratie van de vereniging Martijn via de notaris bij de Kamer van Koophandel. De vereniging was dus vernoemd naar het blad Martijn.

## Standpunten
De Vereniging Martijn was van mening dat erotische contacten en wederzijds als plezierig ervaren seksuele relaties tussen volwassenen en kinderen niet schadelijk zijn en dat deze maatschappelijk geaccepteerd zouden moeten worden. In de statuten en op de website werd dit echter niet zo expliciet gesteld: de vereniging koos voor termen als "ouderen-jongeren relaties" en "lichamelijke intimiteit." Uit de website bleek echter dat de leden zich vooral richtten op seksuele relaties en contacten met kinderen, die wettelijk verboden zijn in onder andere Nederland en België.
De Vereniging Martijn vond dat alle vormen van lichamelijke intimiteit met kinderen toegestaan zouden moeten zijn, zolang men zich aan enkele richtlijnen zou houden. Onder deze voorgestelde richtlijnen vielen openheid naar de ouders van het kind en instemming van het kind zonder geweld, dwang of overmacht.

## Activiteiten van de Vereniging Martijn
Een deel van de activiteiten had betrekking op het bieden van informatie aan leden van de vereniging en de samenleving als geheel. Een ander deel van de activiteiten spitste zich toe op het in de publiciteit treden en het zoeken van een dialoog met de pers en politiek.

### OK magazine
Martijn was verantwoordelijk voor de uitgave van het omstreden Nederlandstalige driemaandelijkse OK magazine (niet te verwarren met het gelijknamige Engelstalige glossyblad). Het blad had een oplage van 500 exemplaren. "OK" staat voor "Oudere-Kind". Het tijdschrift bevatte essays, proza - onder andere ingezonden brieven waar seksuele handelingen met kinderen worden beschreven - en illustraties zoals afbeeldingen van schaars geklede of naakte kinderen, voornamelijk jongens. Verder werden er poëzie en boekbesprekingen gepubliceerd. Het blad werd toegezonden aan de circa 200 leden van de vereniging en was ook verkrijgbaar in een beperkt aantal boekhandels.
Op 17 mei 2005 veroordeelde de rechtbank Almelo een verdachte wegens bezit van en handel in kinderporno op basis van een groot aantal afbeeldingen, waaronder een foto van een naakte jongen met de rug tegen een glad oppervlak, het geslachtsdeel duidelijk in beeld gebracht in OK magazine nr. 57.

### Martijn.org
De website van de vereniging bood informatie over pedofilie en had een uitgebreid nieuwsarchief dat regelmatig actueel werd gehouden met citaten uit de media, met name kranten en websites, soms voorzien van commentaar. Bij de selectie van deze citaten en met name bij het commentaar werd uitgegaan van de doelstelling van de vereniging.
Onderdeel van deze website was een forum, waarop eind augustus 2009 ongeveer 186 forumleden toegang hadden om berichten te plaatsen.

## Controversieel karakter

### ILGA
In 1994 is de Vereniging Martijn uit de ILGA gezet met als motivatie "Groeperingen en Verenigingen met als hoofddoel het promoten of ondersteunen van pedofilie zijn niet compatibel met de toekomstige ontwikkeling van ILGA". ILGA Vertegenwoordigt meer dan vierhonderd holebi-groeperingen in ongeveer negentig landen. North American Man/Boy Love Association (NAMBLA), en Project Truth werden eveneens uit de ILGA gezet om dezelfde redenen, en de Duitse homogroepering VSG werd geschorst omdat deze zich solidair met NAMBLA opstelde en weigerde openlijk pedofiele leden te royeren (een jaar later stapte VSG zelf uit de ILGA). De reden hierachter was dat ILGA een consultieve status nastreefde bij ECOSOC, dat weigerde ILGA deze status te verlenen zolang deze zich met pedofilie inliet. Pas in 2011 kreeg ILGA deze status bij ECOSOC.

### Actiecomité Stop Martijn
In Nederland en België is seksueel contact tussen een volwassene en een kind jonger dan zestien jaar bij wet verboden en met name seks met kinderen jonger dan twaalf wordt als een zeer ernstige misdaad beschouwd. Terwijl Vereniging Martijn op haar website de leden aanraadde zich aan de wet te houden, trachtte het actiecomité Stop MARTIJN in 2003 de vereniging tot opheffing te dwingen via artikel 2:20 BW (strijd met de goede zeden en openbare orde). Eind november 2011 werkten CDA en ChristenUnie aan wetsvoorstel dat het mogelijk moest maken de vereniging te verbieden hun activiteiten voort te zetten.

### Roze Zaterdag
Onmiddellijke aanleiding voor de oprichting van het Actiecomité Stop MARTIJN op 20 juni 2003, door de politieke partijen Nieuw Rechts en de Nieuwe Nationale Partij, was het voornemen van de Vereniging Martijn om deel te nemen aan Roze Zaterdag 2003 te Deventer hoewel de organisatoren hen de toegang hadden geweigerd. Uiteindelijk daagde één sympathisant van Martijn op om tegen de uitsluiting te protesteren. Zo hadden ook de organisatoren van Roze Zaterdag 2007 te Bergen op Zoom vooraf gesteld dat Vereniging Martijn op geen enkele wijze bij de evenementen zou worden toegelaten en dat actie zou worden ondernomen mocht zij zich alsnog onder een andere naam hebben ingeschreven.

### Kort geding wegens geplaatste foto's
Op de website van de Vereniging Martijn werden in 2007 foto's geplaatst van Prinses Amalia (dochter van Willem Alexander en Maxima) en van Anna en Lucas (de kinderen van prins Maurits en prinses Marilène). De ouders van deze kinderen spanden hier een kort geding tegen aan. Zij waren ontsteld dat foto’s van hun kinderen op een website van een vereniging van pedofielen werden afgebeeld en zij wensten hun kinderen verre te houden van (de vereniging van) pedofielen. Martijn accepteerde dat het plaatsen van de foto's onjuist was, maar was van mening dat niet de vereniging daarvoor aansprakelijk was, maar de persoon die de foto's op het forum geplaatst had.
Op 1 november 2007 bepaalde de voorzieningenrechter dat het niet meer toegestaan is deze foto's op de website te plaatsen. Als motivering werd gesteld: "Door het publiceren van die foto's wordt inbreuk gemaakt op het portretrecht van die kinderen en op de persoonlijke levenssfeer van die leden van de koninklijke familie. Daarbij heeft de voorzieningenrechter het karakter van de website van Martijn in aanmerking genomen". Daarbij heeft de voorzieningenrechter erkend dat de vereniging Martijn vrijheid van meningsuiting toekomt, maar dat niemand hoeft te dulden dat in dat publieke debat de persoonlijke levenssfeer van een persoon wordt geschonden.

### Rechtszaak tegen voorzitter

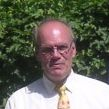
Ad van den Berg

In september 2010 heeft justitie een huiszoeking gedaan bij de voorzitter van de vereniging Ad van den Berg. Deze bevestigde aan een journalist dat er inderdaad kinderporno op de in beslag genomen computers stond, maar hij beweerde dat hij dit voor wetenschappelijke doeleinden had. In maart 2011 bleek na uitgebreid onderzoek dat er een grote hoeveelheid kinderporno gevonden was. Meer informatiedragers werden in beslag genomen toen Van den Berg werd gearresteerd op 29 maart 2011.
Op 4 oktober 2011 werd tijdens de rechtszaak tegen Van den Berg vier jaar celstraf geëist, waarvan acht maanden voorwaardelijk met een proeftijd van vijf jaar. Hij zou 150.000 foto's en 7500 video's met kinderporno in bezit gehad hebben, waarvan 12.000 foto's waar hij zelf ook op stond. De officier van justitie noemde de foto's "zeer schokkend". De rechtbank veroordeelde hem op 18 oktober tot drie jaar gevangenisstraf, waarvan zes maanden voorwaardelijk. In hoger beroep werd de dagvaarding gedeeltelijk nietig verklaard omdat de tenlastelegging onvoldoende feitelijk omschreven was. Ook achtte het gerechtshof het bezit van de kinderporno gedurende een kortere periode bewezen dan de rechtbank. De straf werd daarom omgezet in twee jaar cel.

## Juridische aspecten
Stichting Strijd Tegen Misbruik heeft met jurist Yme Drost diverse aangiftes gedaan. Op 25 mei 2010 heeft deze stichting de eerste aangifte tegen vereniging MARTIJN gedaan.
Het Ministerie van Veiligheid en Justitie oordeelde op 18 juni 2011 dat de activiteiten van de vereniging niet strafbaar zijn onder Nederlands recht. Hoewel er individuele leden van de vereniging verdacht worden van, dan wel veroordeeld zijn voor, strafbare zaken werden de strafbare feiten niet gepleegd in het kader van werkzaamheden voor de vereniging. Derhalve was er geen mogelijkheid om de vereniging te vervolgen, te verbieden of te laten ontbinden. RTL Nieuws onthulde hierna dat acht (ex)-bestuursleden veroordeeld zijn wegens zedendelicten.
De Tweede Kamer debatteerde na het zomerreces van 2011 over een verbod van de vereniging, naar aanleiding van een burgerinitiatief van Henk Bres.
Op 18 november 2011 deed het gerechtshof Leeuwarden uitspraak in een artikel 12-procedure, aangespannen namens de ouders van een misbruikt kind. De klagers wilden dat de Vereniging werd vervolgd wegens uitlokken van en medeplichtigheid aan seksueel misbruik van hun kind. De dader zou advies hebben gekregen vanuit Martijn. Het gerechtshof zag geen reden voor vervolging door het OM.
Eind 2011 verzocht het OM de civiele rechter om verbod van de vereniging Martijn.
Op 27 juni 2012 leidde deze procedure ertoe dat de vereniging Martijn door de rechtbank in Assen werd verboden. De rechter constateerde dat Martijn seksuele relaties tussen volwassenen en kinderen verheerlijkt, en beschouwde dit als een fundamentele inbreuk op de rechten van het kind.
Op 3 juni 2012 heeft Vereniging Martijn via haar advocaat Bart Swier aangekondigd in hoger beroep te willen gaan. Bij beschikking van 2 april 2013 vernietigde het gerechtshof Arnhem-Leeuwarden de beschikking van de rechtbank Assen en verwierp het alsnog het verzoek van het Openbaar Ministerie om de vereniging te ontbinden.
Op 5 maart 2014 publiceerde de advocaat-generaal een advies aan de Hoge Raad om de vereniging alsnog te verbieden. De Hoge Raad heeft dit advies op 18 april in zijn uitspraak overgenomen. Een klacht bij het Europees Hof voor de Rechten van de Mens met als advocaat Gerard Spong werd in 2015 niet-ontvankelijk verklaard. Martijn kon niet wederom in hoger beroep, omdat de termijn van zes maanden was verstreken.

## Vervolg
Marthijn Uittenbogaard, voormalig bestuurslid van MARTIJN, richtte een website op vernoemd naar Edward Brongersma en publiceerde daarop teksten die gerelateerd zijn aan het onderwerp pedofilie.
De politie onderzoekt mogelijke illegale voortzetting van de vereniging en mogelijke andere aan pedofilie gerelateerde delicten die door de betrokkenen gepleegd zijn. In maart 2021 stelde het Openbaar Ministerie vervolging in tegen de betrokkenen.

## Bekende leden
- Ad van den Berg, voormalig voorzitter,[37] penningmeester van de politieke partij Partij voor Naastenliefde, Vrijheid en Diversiteit
- Marthijn Uitenbogaard
- Norbert de Jonge
- Edward Brongersma, Eerste Kamerlid PvdA
- Anton Dautzenberg, auteur[38]
- Hans Visser, predikant[39]